# Thames River (Connecticut)
Der Thames River (ˈθeɪmz; der Name bezieht sich auf „die Themse“ in England) ist ein kurzer Fluss und ein Ästuar im US-Bundesstaat Connecticut.

## Flusslauf
Der Thames River verläuft von Norwich über 24 km nach Süden. Er entsteht aus dem Zusammenfluss von Yantic River und Shetucket River. Zwischen New London und Groton mündet er in den Long Island Sound.

## Geographie
Das Einzugsgebiet des Thames River umfasst noch mehrere kleinere Bassins (Trading Cove, Horton Cove, Smith Cove, Bridge Brook, Coits Cove, Clark Cove, Mill Cove), aber vor allem auch das Einzugsgebiet des 129 km langen Quinebaug River, der im Süden von Massachusetts entspringt und nur 6 km nördlich von Norwich in den Shetucket River mündet.

## Geschichte
Der Fluss hat seit der Mitte des 17. Jahrhunderts immer wieder als wichtiger Ankerplatz mit verschiedenen Häfen gedient. Ursprünglich war er als Pequot River bekannt nach den Pequot-Indianern, die dort ansässig waren. Bei Uncasville liegt noch der Fort Shantok Indian Burying Ground direkt am Fluss. Die verschiedenen Entdecker benannten ihn aber auch Frisius, Great, Great River of Pequot, Little Fresh, Mohegan, New London, Pequod.
Erst als die Stadt 1658 offiziell den Namen „New London“ bekam, wurde das Ästuar passend dazu als Thames bezeichnet.
Das Ästuar war in der Frühzeit der Siedler ein wichtiger strategischer Punkt. Daher befinden sich Fort Griswold auf dem östlichen Ufer, wo auch 1781 die Battle of Groton Heights geschlagen wurde, und Fort Trumbull auf der Seite von New London.
Die United States Coast Guard Academy, Connecticut College, eine U.S. Navy submarine base und die Werft Electric Boat submarine shipyard liegen alle bei New London. Die Nautilus, das erste Atom-U-Boot, wurde am 21. Januar 1954 dort zu Wasser gelassen.

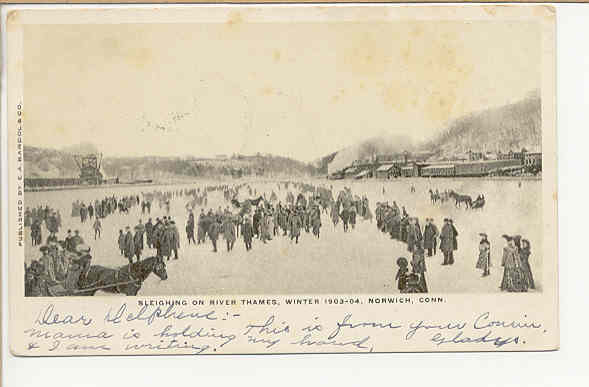
Sleighing (Schlittern auf dem zugefrorenen Fluss), Winter 1903–1904

## Naturschutz
Neben den zwei historischen Fort gibt es noch eine ganze Reihe von Naturschutzgebieten, die meist direkt am Ufer des Flusses liegen: Stoddard Hill State Park, Phoenicx Drive Park, Riverside Park, sowie der Freizeitpark Ocean Beach Park.

## Events
Der Yale-Harvard Boat Race findet jährlich in New London statt und das New London's Sailfest, bei dem auch das OpSail stattfindet, eine Zusammenkunft großer Segelschiffe, unter anderem des Trainingsschiffes der U.S. Coast Guard Eagle.

## Verkehrskreuzungen
| Town               | Name                          | Carrying      |
| ------------------ | ----------------------------- | ------------- |
| Montville/ Preston | Mohegan-Pequot Bridge         | Route 2A      |
| New London/ Groton | The Gold Star Memorial Bridge | I-95 and US 1 |
| New London/ Groton | Amtrak's Thames River Bridge  | Amtrak        |